# 喜暖毛鼻鯰
喜暖毛鼻鯰，為輻鰭魚綱鯰形目毛鼻鯰科的其中一種，為熱帶魚類，分布於南美洲玻利維亞波托西北部淡水流域，體長可達5.8公分，棲息在水質清澈、礫石底質、攝氏37度的淺水域，生活習性不明。

## 扩展阅读
維基物種上的相關：喜暖毛鼻鯰